# Международный совет музеев
Международный совет музеев, ИКОМ (англ. International Council of Museums, сокр. англ. ICOM) — неправительственная профессиональная международная организация, созданная в 1946 году в Париже (Франция). ИКОМ имеет в ЮНЕСКО и при Экономическом и социальном совете ООН высший консультативный статус категории «А». ИКОМ — это международная организация музеев и музейных специалистов, которые занимаются хранением, развитием и взаимодействием общества и мирового природного и культурного наследия, настоящего и будущего, материального и нематериального наследия.
ИКОМ финансируется, прежде всего, за счет взносов членов комитета и поддерживается ЮНЕСКО, ДОТАЦИОННЫЙ ФОНД ИКОМ и отдельными национальными комитетами. ИКОМ претворяет в жизнь часть программы ЮНЕСКО для музеев. Штаб-квартира ЮНЕСКО находится во Франции в Париже, там же находится и секретариат ИКОМ, а также информационный центр ИКОМ — ЮНЕСКО.
В соответствии с Уставом, целями и задачами ИКОМ являются:
- содействие развитию музейного дела во всем мире;
- сохранение наследия и борьба с запрещенной торговлей культурными ценностями;
- обучение музейных работников и повышение профессиональных стандартов;
- оказание помощи музеям и музейным работникам;
- налаживание сотрудничества между музейными учреждениями и специалистами различных стран.

Все это, в свою очередь, способствует развитию сотрудничества и взаимопонимания между народами. В настоящее время в ИКОМ входят более 30000 индивидуальных и коллективных членов из 165 стран мира.
Российский комитет Международного совета музеев (ИКОМ России) является членом Международного совета музеев с 1957 года (тогда Советский комитет). В 1992 году Советский комитет был преобразован в Российский. Сегодня он объединяет более 500 коллективных и индивидуальных членов.
В состав ИКОМ входит 15 присоединенных международных ассоциаций.